# Streptolophus
Streptolophus, monotipski biljni rod iz porodice trava. Jedina vrsta je jednogodišnja biljka S. sagittifolius, endem iz Angole.